# محوطه آق بلاغ ۲
محوطه آق بلاغ ۲ در شهرستان بوئین‌زهرا، بخش آبگرم، روستای شاخدار واقع شده و این اثر در تاریخ ۲۸ فروردین ۱۳۸۰ با شمارهٔ ثبت ۳۷۴۶ به‌عنوان یکی از آثار ملی ایران به ثبت رسیده است.